# Проспект Любові Малої (Харків)
Проспект Любові Малої — одна з головних вулиць Новобаварського району міста Харкова. Розташована між Семінарською вулицею та вулицею Китаєнка.

## Історія
До 2015 року носив назву проспект Постишева на честь радянського політичного діяча.

## Опис
Проспект Любові Малої починається від Семінарської вулиці і завершується вулицею Китаєнка. Простягнувся у південно-західному напрямку. Довжина вулиці становить близько чотирьох кілометрів.